# Liliane (film, 1933)
Pour les articles homonymes, voir Liliane et Babyface.
Pour plus de détails, voir Fiche technique et Distribution.

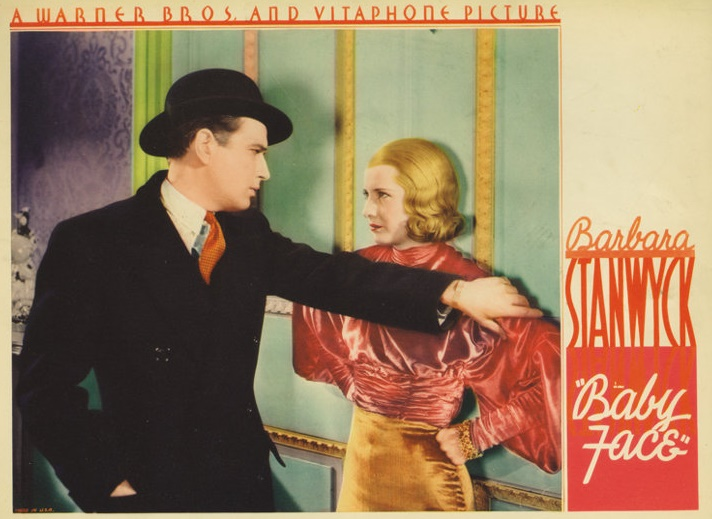
Barbara Stanwyck

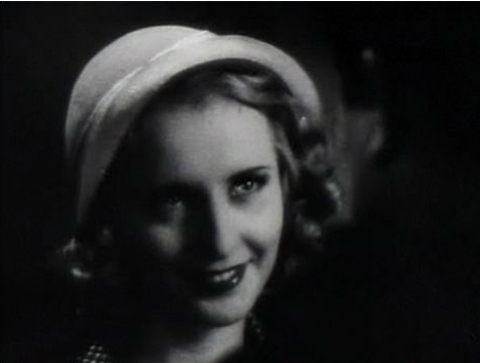
Barbara Stanwyck

Liliane (Baby Face) est un film américain réalisé par Alfred E. Green, sorti en 1933.
Ce film, qui a choqué l'Amérique au même titre que La Femme aux cheveux rouges de Jack Conway, est représentatif de l'ère Pré-Code qui précède de peu l'instauration du code Hays.

## Synopsis
Après la mort de son père dans l'incendie d'un bar minable qu'il tenait dans une ville de Pennsylvanie, Lily Powers écoute les conseils d'un client qui l'encourage à quitter la ville et à utiliser les hommes pour réussir au lieu d'être utilisée par eux. Débarquée à New York, elle se fait engager dans une banque et gravit les échelons de la hiérarchie, en même temps que les étages du building, en séduisant les hommes, du chef du personnel au directeur, les renvoyant au fur et à mesure qu'elle n'en a plus besoin. Couverte de bijoux et de fourrures, elle s'apprête à craquer pour l'un d'entre eux quand son mentor lui rappelle d'oublier les sentiments. Exilée à Paris après un scandale, Lily Powers peaufine ses ambitions. L’épilogue sous forme de happy end fut imposé par la censure.

## Fiche technique
- Titre : Liliane
- Titre original : Baby face
- Réalisation : Alfred E. Green
- Scénario : Gene Markey et Kathryn Scola d'après une histoire de Darryl F. Zanuck
- Production : William LeBaron et Ray Griffith (non crédité)
- Société de production : Warner Bros. Pictures
- Photographie : James Van Trees
- Montage : Howard Bretherton
- Direction artistique : Anton Grot
- Costumes : Orry-Kelly
- Pays d'origine :  États-Unis
- Langue : anglais
- Format : Noir et blanc
- Genre : Drame
- Durée : 71 minutes
- Date de sortie :
  - États-Unis :1er juillet 1933
- Affiche : Jacques Bonneaud (France)

## Distribution
- Barbara Stanwyck : Lily « Baby face » Powers
- George Brent : Courtland Trenholm
- Donald Cook : Ned Stevens
- Henry Kolker : M. Carter
- Margaret Lindsay : Ann Carter
- Douglass Dumbrille : Brody
- John Wayne : Jimmy McCoy
- Robert Barrat : Nick Powers
- Alphonse Ethier : Adolf Cragg
- Theresa Harris : Chico
- Arthur Hohl : Ed Sipple
- Walter Brennan (scènes supprimées)

Acteurs non crédités
- Charles Coleman : Hodges
- Grace Hayle : Mme Hemingway
- Nat Pendleton : Stolvich

## Récompenses et distinctions
- National Film Preservation Board en 2005.